# Відкаточні посудини
Відкаточні посудини
До відкаточних посудин відносять вагонетки, спеціальні контейнери, піддони і касети, бункерні поїзди. 

## Загальна характеристика
Призначені для переміщення різних вантажів і перевезення людей, вони повинні бути міцними і жорсткими, оскільки під час руху на них діють великі статичні і динамічні навантаження. Крім того, необхідно, щоб ці посудини мали по можливості невеликі розміри, були достатньо стійкими, зручними при навантаженні і розвантаженні, очистці, причепленні і відчепленні.
Потреба у спеціальних візках для вантажів виникла відразу ж після появи лежневих доріг. Кількість постійно вдосконалюваних конструкцій таких візків безперервно збільшувалась. До революції на підземних підприємствах нашої країни застосовувалось більше 200 різних типорозмірів вагонеток. Завдяки гіроведечій[чого?] уніфікації (1936—1939 рр.) кількість їх скоротились до 101, потім (1943-1945 рр.) — до 20, що дозволи заводам-виготівникам перейти на потокове виробництво вагонеток, поліпшити їхню якість і знизити вартість.
Вагонетки за призначенням розподіляються на вантажні, пасажирські і спеціальні, за способом розвантажування на вагони-самоскиди і розвантажувані за допомогою перекидувачів, за вантажопідйомністю кузова—на вагонетки малої (до 1,25 м3), середньої (від 1,25 до 2,8 м3) і великої (понад 2,8 м3) місткості.

## Окремі різновиди відкаточних посудин
Вагонетки випускають з глухим кузовом (ВГ), відкидними днищами (ВД), перекидним кузовом (ВО) і відкидними бортами (ВБ). Позначають їх, наприклад, так: ВД-3,3 (вагонетка з відкидним днищем місткістю 3,3 м3). Найбільше розповсюдження одержали відкаточні посудини типів ВГ і ВД. Посудинами ВДК (вагонетки з відкидними днищами клапанного типу) переміщують гірничу масу у виробках з малим вантажопотоком.
При проведенні гірничих виробок використовують також прохідницькі вагони з донним конвейєром ВПК. Місткість їхніх кузовів — від 5 до 11 м3. Найбільш широкого застосування знайшли вагони типів ВПК7 і ВПКЮ. Вагонетки типів ВО і ВБ використовуються тільки при будівництві і експлуатації рудних шахт.
Бункерні поїзди призначені для транспортування гірничої маси горизонтальних виробках. Завантажують і розвантажують) такі посудини за допомогою окремих установок або конвейєрів, розташованих на днищах секцій. Вугілля і м'яку породу перевозять секційними бункерними поїздами (ПС) з донним розвантаженням, коефіцієнт тари яких (відношення власної маси до маси переміщуваного матеріалу) становить 0,4. Число секцій у составі обмежується тільки тяговими параметрами локомотива. Як показав досвід, тривалість навантажувально-розвантажувальних операцій при експлуатації бункерних поїздів у 3...6 разів менша, ніж при використанні вагонеток.
Спеціальні контейнери, піддони і касети в останній час все частіше застосовуються для транспортування допоміжних вантажів (пально-мастильних і сипучих матеріалів, устаткування, залізобетонних шпал та ін.). Доставка матеріалів у котейперах і касетах заводу-виготівника до робочих місць (забоїв) дозволяє максимально механізувати навантажувально-розвантажувальні і складальні операції, що, в свою чергу, забезпечує різке зниження трудомісткості і значне поліпшення техніко-економічних показників.
Використовують контейнери вантажопідйомністю 1,25; 2; 2,5; 4; 5 т. Позначають їх, наприклад, таким чином: 1 К2,5 або 2К4. Тут цифри 1 і 2, які стоять перед буквою К (контейнер), свідчать, що посудина призначена для переміщення матеріалів по рейкових шляхах з колією 600 і 900 мм відповідно, а цифри 2,5 і 4 — це вантажопідйомність в тонах. Перевозять контейнери на універсальних платформах вантажопідйомністю 2,5; 3; 4,5; 6 

## Експлуатація відкаточних посудин
Тип і місткість посудин для переміщення насипних матеріалів вибирають з врахуванням вантажопотоку, віддалі перевозок по горизонтальних і похилих гірничих виробках, їхньої площі перерізу, виду використовуваного транспорту та ін. Для основних вантажів при будівництві нових і реконструкцій діючих шахт призначаються головним чином вагонетки місткістю 3 м³ і більше, розвантажування яких здійснюється через дно. Для конкретних умов оптимальний тип відкаточних посудин визначається техніко-економічним розрахунком.
Матеріали і устаткування при переміщенні не повинні виступати за габарити рухомого складу (за шириною і висотою), їх доставляють у забій згідно з календарним планом робіт. Людей і вантажі перевозити одночасно забороняється. Особи, які супроводжують вантажі, повинні знаходитись в пасажирських вагонетках. Технічний стан і надійність роботи відкаточних посудин багато в чому залежать від організації планово-попереджувальних оглядів та ремонтів.